# Il californiano
Il californiano (Guns of Diablo) è un film statunitense del 1964 diretto da Boris Sagal.
È un film western con protagonisti Charles Bronson, Susan Oliver e un giovane Kurt Russell. È basato sul romanzo The Travels of Jamie McPheeters di Robert Lewis Taylor. Il film è tratto da due episodi della serie televisiva The Travels of Jaimie McPheeters.

## Trama
Linc Murdok, detto il "Californiano", guida di una carovana diretta verso le terre dove da poco è stato scoperto l'oro, durante una sosta nella città di Devil's Gap, rivede Maria, la donna da lui amata alcuni anni prima e che egli era convinto di averla uccisa per errore durante un'imboscata tesagli dal rivale Rance. Tra Linc e Maria rinasce l'amore e quando Rance - ora marito della donna - si rende conto che i due sono in procinto di fuggire insieme, raduna i suoi fratelli e cattura il "Californiano": tuttavia Maria, con l'aiuto di Jaimie, un ragazzo di dodici anni amico di Linc, riesce a farlo fuggire. Successivamente i due rivali decidono di regolare i vecchi conti con un duello nelle vie deserte di Devil's Gap: gli uomini di Rance intervengono slealmente nella sparatoria ma cadono uno ad uno sotto i colpi di Linc, di Jaimie e di un vecchio cercatore d'oro schieratosi provvidenzialmente dalla loro parte. Nello scontro, purtroppo, il vecchio riporta una ferita mortale: sentendosi prossimo alla morte, lascia in eredità al piccolo Jaimie una ricca miniera d'oro da lui scoperta. Alla testa della carovana, Linc e Maria riprendono insieme il viaggio verso la California.

## Produzione
Il film, diretto da Boris Sagal  su una sceneggiatura di Berne Giler  con il soggetto di Robert Lewis Taylor (autore del romanzo), fu prodotto da Boris Ingster per la Metro-Goldwyn-Mayer e girato nei Metro-Goldwyn-Mayer Studios a Culver City in California

## Distribuzione
Il film fu distribuito negli Stati Uniti nel 1965 al cinema dalla Metro-Goldwyn-Mayer.
Alcune delle uscite internazionali sono state:
- in Germania Ovest il 29 gennaio 1965 (...und knallten ihn nieder)
- in Francia il 2 settembre 1970 (Le californien)
- in Finlandia il 9 ottobre 1970 (Ruuti palaa)
- in Portogallo il 17 giugno 1971 (O Califórnia)
- in Danimarca il 13 dicembre 1971 (Den enarmede hævner)
- in Turchia il marzo 1973 (Kötü Adam)
- in Polonia (Diabelska bron)
- in Svezia (Diablo - laglös stad)
- in Venezuela (El californiano)
- in Spagna (Las pistolas del diablo)
- in Grecia (Ta tria adelfia ekdikountai)
- in Italia (Il californiano)

## Critica
Secondo il Morandini il film è un "western di viaggio con un classico risvolto sentimentale (il passato che ritorna e si chiama Maria)". Anche se convenzionale e "un po' enfatico" risulta comunque rispettabile.